# 全球分工
全球分工，即是在全球范围内对经济活动的合理分工，区别于国际分工的是，全球分工更加注重资源，技术，劳动力的合理分配。全球分工是一种超越国际关系最大化发挥资源、技术以及劳动力优势的经济活动分工，有利于更加合理的利用现有资源，避免各国或各地区重复发展带来的资源浪费和环境污染，是可持续发展的最优实现模式。